# Peter Mieg
Peter Mieg (født 5. september 1906 i Lenzburg - død 7. december 1990 i Aarau, Schweiz) var en schweizisk komponist, pianist, kunstmaler og journalist.
Mieg studerede komposition og klaver i Zürich og Basel hos privat lærere. Han var en kendt kunstmaler og journalist som skrev og anmeldte musik i forskellige tidsskrifter. Mieg har skrevet en symfoni, orkesterværker, kammermusik, 5 klaverkoncerter, violinkoncert, cellokoncert, fløjtekoncert, obokoncert, instrumentale værker for mange instrumenter etc.
Han afrundede sin kompositions undervisning hos Frank Martin (1940´erne). Var venner med Bela Bartok, Igor Stravinskij og Bohuslav Martinu. Mieg komponerede musik i en neoklassisk stil.

## Udvalgte værker
- Symfoni (1958) - for orkester
- Obokoncert (1957) - for obo og orkester